# Apenes opaca
Apenes opaca är en skalbaggsart som beskrevs av Leconte. Apenes opaca ingår i släktet Apenes och familjen jordlöpare. Inga underarter finns listade i Catalogue of Life.